# Giovanna di Valois (contessa di Beaumont-le-Roger)
Giovanna di Valois, detta madame d'Artois (1304 – Château Gaillard, 9 luglio 1363), è stata una nobile francese.
Era figlia di Carlo (conte di Valois dal 1286, per matrimonio Conte di Angiò e del Maine dal 1290, Conte d'Alençon dal 1291 e Conte di Chartres dal 1293 alla morte e re titolare d'Aragona dal 1283 al 1295) e di Caterina I di Courtenay (Imperatrice latina di Costantinopoli); era sorellastra di Filippo VI di Francia. 

## Biografia
Nel 1318 sposò Roberto III d'Artois, conte di Beaumont-le-Roger e signore di Conches. Questi tentò di tutto per recuperare il titolo di conte d'Artois, del quale si riteneva spogliato dalla zia Matilde d'Artois. In occasione di questi tentativi, fu condannato e bandito nel 1331 con l'accusa di aver prodotto e presentati nel procedimento contro la zia, documenti falsi. Nel 1334 Giovanna di Valois ed I suoi figli furono imprigionati nel castello di Château-Gaillard, nell'Eure, per ordine del re Filippo VI di Francia, anche se si trattava della sua sorellastra. Ella morì prigioniera il 9 luglio 1363, senza aver mai recuperato la propria libertà. La sua salma è inumata nella chiesa degli agostiniani a Parigi.

## Discendenza
A Roberto III di Artois, Giovanna diede sette figli:
- Cristina (1319-?)
- Luigi (1320-1329)
- Giovanni (1321-1387), Conte d'Eu
- Giovanna (1323-1324)
- Giacomo (1325- dopo il 1347)
- Roberto (1326- dopo il 1347)
- Carlo d'Artois (1328-1385), conte di Pézenas

## Ascendenza
|                         |                                |                        | Genitori                           |  |  | Nonni |  |  | Bisnonni            |  |  | Trisnonni             |  |
|                         |                                |                        |                                    |  |  |       |  |  | Luigi IX di Francia |  |  | Luigi VIII di Francia |  |
|                         |                                |                        |                                    |  |  |       |  |  | Luigi IX di Francia |  |  | Luigi VIII di Francia |  |
|                         |                                | Bianca di Castiglia    |                                    |  |  |       |  |  | Luigi IX di Francia |  |  |                       |  |
| Filippo III di Francia  |                                |                        |                                    |  |  |       |  |  | Luigi IX di Francia |  |  |                       |  |
|                         |                                | Margherita di Provenza | Raimondo Berengario IV di Provenza |  |  |       |  |  |                     |  |  |                       |  |
|                         |                                | Margherita di Provenza | Raimondo Berengario IV di Provenza |  |  |       |  |  |                     |  |  |                       |  |
|                         |                                | Margherita di Provenza | Beatrice di Savoia                 |  |  |       |  |  |                     |  |  |                       |  |
| Carlo di Valois         |                                | Margherita di Provenza |                                    |  |  |       |  |  |                     |  |  |                       |  |
|                         |                                | Giacomo I d'Aragona    | Pietro II di Aragona               |  |  |       |  |  |                     |  |  |                       |  |
|                         |                                | Giacomo I d'Aragona    | Pietro II di Aragona               |  |  |       |  |  |                     |  |  |                       |  |
|                         |                                | Giacomo I d'Aragona    | Maria di Montpellier               |  |  |       |  |  |                     |  |  |                       |  |
| Isabella d'Aragona      |                                | Giacomo I d'Aragona    |                                    |  |  |       |  |  |                     |  |  |                       |  |
|                         |                                | Iolanda d'Ungheria     | Andrea II d'Ungheria               |  |  |       |  |  |                     |  |  |                       |  |
|                         |                                | Iolanda d'Ungheria     | Andrea II d'Ungheria               |  |  |       |  |  |                     |  |  |                       |  |
|                         |                                | Iolanda d'Ungheria     | Iolanda di Courtenay               |  |  |       |  |  |                     |  |  |                       |  |
| Giovanna di Valois      |                                | Iolanda d'Ungheria     |                                    |  |  |       |  |  |                     |  |  |                       |  |
|                         | Baldovino II di Costantinopoli | Pietro II di Courtenay |                                    |  |  |       |  |  |                     |  |  |                       |  |
|                         | Baldovino II di Costantinopoli | Pietro II di Courtenay |                                    |  |  |       |  |  |                     |  |  |                       |  |
|                         | Baldovino II di Costantinopoli | Iolanda di Fiandra     |                                    |  |  |       |  |  |                     |  |  |                       |  |
| Filippo di Courtenay    | Baldovino II di Costantinopoli |                        |                                    |  |  |       |  |  |                     |  |  |                       |  |
|                         |                                | Maria di Brienne       | Giovanni di Brienne                |  |  |       |  |  |                     |  |  |                       |  |
|                         |                                | Maria di Brienne       | Giovanni di Brienne                |  |  |       |  |  |                     |  |  |                       |  |
|                         |                                | Maria di Brienne       | Berenguela di León                 |  |  |       |  |  |                     |  |  |                       |  |
| Caterina I di Courtenay |                                | Maria di Brienne       |                                    |  |  |       |  |  |                     |  |  |                       |  |
|                         |                                | Carlo I d'Angiò        | Luigi VIII di Francia              |  |  |       |  |  |                     |  |  |                       |  |
|                         |                                | Carlo I d'Angiò        | Luigi VIII di Francia              |  |  |       |  |  |                     |  |  |                       |  |
|                         |                                | Carlo I d'Angiò        | Bianca di Castiglia                |  |  |       |  |  |                     |  |  |                       |  |
| Beatrice d'Angiò        |                                | Carlo I d'Angiò        |                                    |  |  |       |  |  |                     |  |  |                       |  |
|                         |                                | Beatrice di Provenza   | Raimondo Berengario IV di Provenza |  |  |       |  |  |                     |  |  |                       |  |
|                         |                                | Beatrice di Provenza   | Raimondo Berengario IV di Provenza |  |  |       |  |  |                     |  |  |                       |  |
|                         |                                | Beatrice di Provenza   | Beatrice di Savoia                 |  |  |       |  |  |                     |  |  |                       |  |
|                         |                                | Beatrice di Provenza   |                                    |  |  |       |  |  |                     |  |  |                       |  |